# Gnellenroth
Gnellenroth ist ein Ortsteil der oberfränkischen Stadt Lichtenfels im Landkreis Lichtenfels.

## Geografie
Der Weiler liegt etwa fünf Kilometer nordwestlich von Lichtenfels an einem Hang am Fuß des Banzer Berges. Östlich führen die Bundesstraße 289 und die Bundesautobahn 73 vorbei.

## Geschichte
Gnellenroth wurde im 9. Jahrhundert erstmals erwähnt. Zum fränkischen Reichsgut gehörten in „Knellenrode“ sechs Huben. Der Ortsnamen geht wohl auf die Person Knello zurück. Die nächste Nennung war bei den Steuereinnahmen des Klosters Banz im Jahr 1525 als „Nellenrode“. Der Ort soll 1248 in Besitz von Kloster Banz gekommen sein.
Im Jahr 1801 gehörte Gnellenroth zum Territorium des Hochstifts Bamberg. Der Ort bestand aus einem Hof und war Bestandteil des zu Kloster Banz gehörigen Stiftslandes. Kirchlich war der Altenbanzer Pfarrer zuständig. Die Lehens- und Vogteiherrschaft sowie der Zehnte gehörten dem Kloster.
Nach dem Gemeindeedikt von 1818 wurde Gnellenroth zusammen mit Stetten, und Tiefenroth zu einer Gemeinde zusammengefügt. 1862 folgte die Eingliederung der Landgemeinde Stetten in das neu geschaffene bayerische Bezirksamt Lichtenfels. 1875 hatte Gnellenroth 35 Einwohner und 12 Gebäude. Die katholische Kirche stand im 3,0 Kilometer entfernten Altenbanz und die katholische Schule im 1,5 Kilometer entfernten Stetten. Im Jahr 1900 hatte die Landgemeinde Stetten eine Fläche von 681,93 Hektar, 349 Einwohner, von denen 326 katholisch waren, und 60 Wohngebäude. 24 Personen lebten in Gnellenroth in 5 Wohngebäuden. Der Weiler war dem Kirchensprengel der evangelischen Pfarrei im 9,5 Kilometer entfernten Herreth zugeordnet. 1925 lebten 26 Personen in 5 Wohngebäuden. Gnellenroth gehörte inzwischen zum Kirchensprengel der evangelischen Kirche in Lichtenfels. 1950 hatte der Ort 27 Einwohner und 4 Wohngebäude. Im Jahr 1970 zählte Gnellenroth 20 Einwohner und 1987 14 Einwohner sowie 5 Wohngebäude mit 6 Wohnungen.
Am 1. Januar 1975 wurde die Gemeinde Stetten mit den Gemeindeteilen Gnellenroth und Tiefenroth in die Stadt Lichtenfels eingegliedert.

## Sehenswürdigkeiten

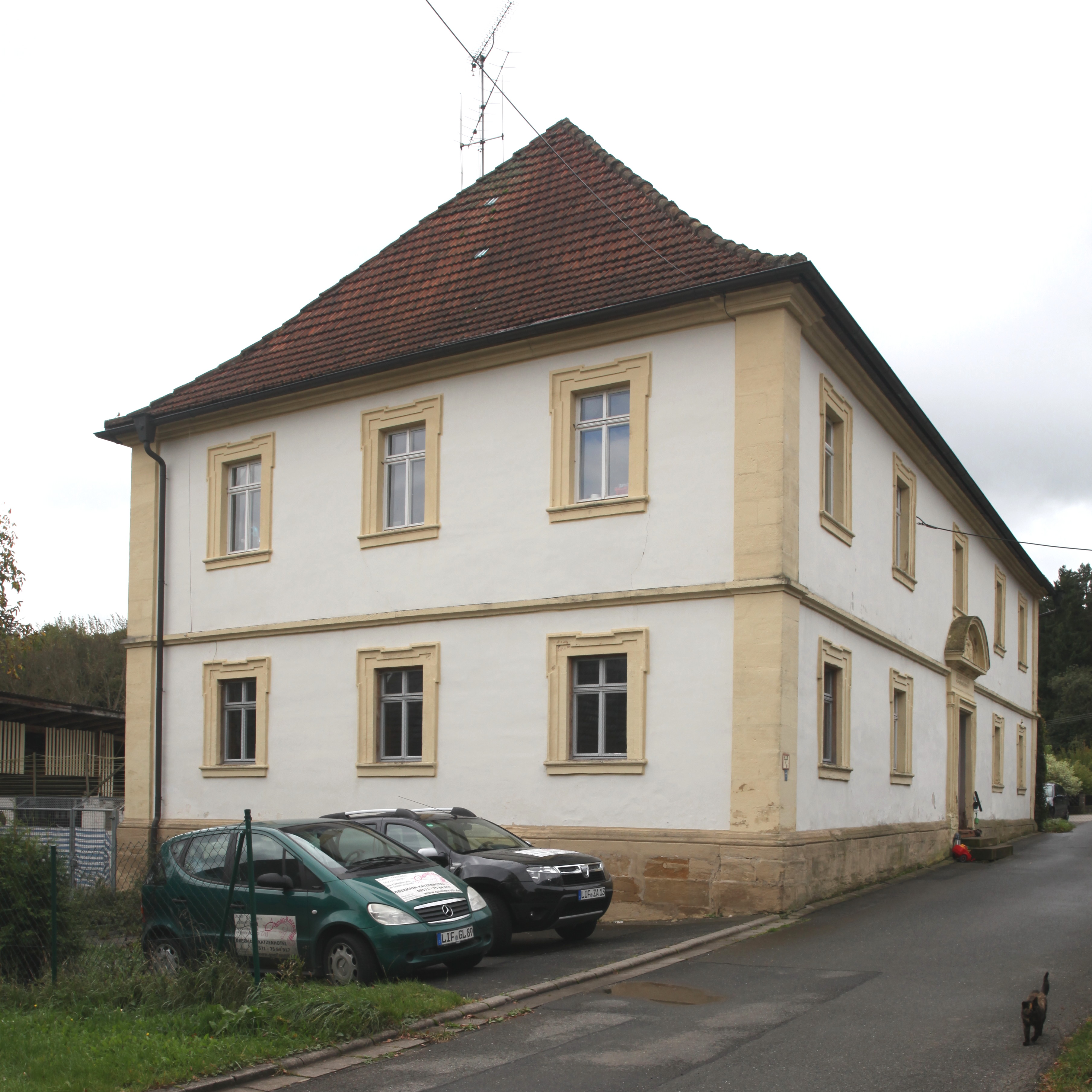
Ehemaliger Hof des Klosters Banz

In der Bayerischen Denkmalliste ist für Gnellenroth der ehemalige Hof des Klosters Banz, ein zweigeschossiger verputzter Walmdachbau aus dem Jahr 1728 als Baudenkmal aufgeführt.